# Kávé

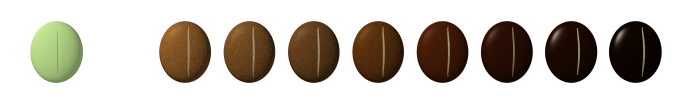
A kávépörkölés fokozatai

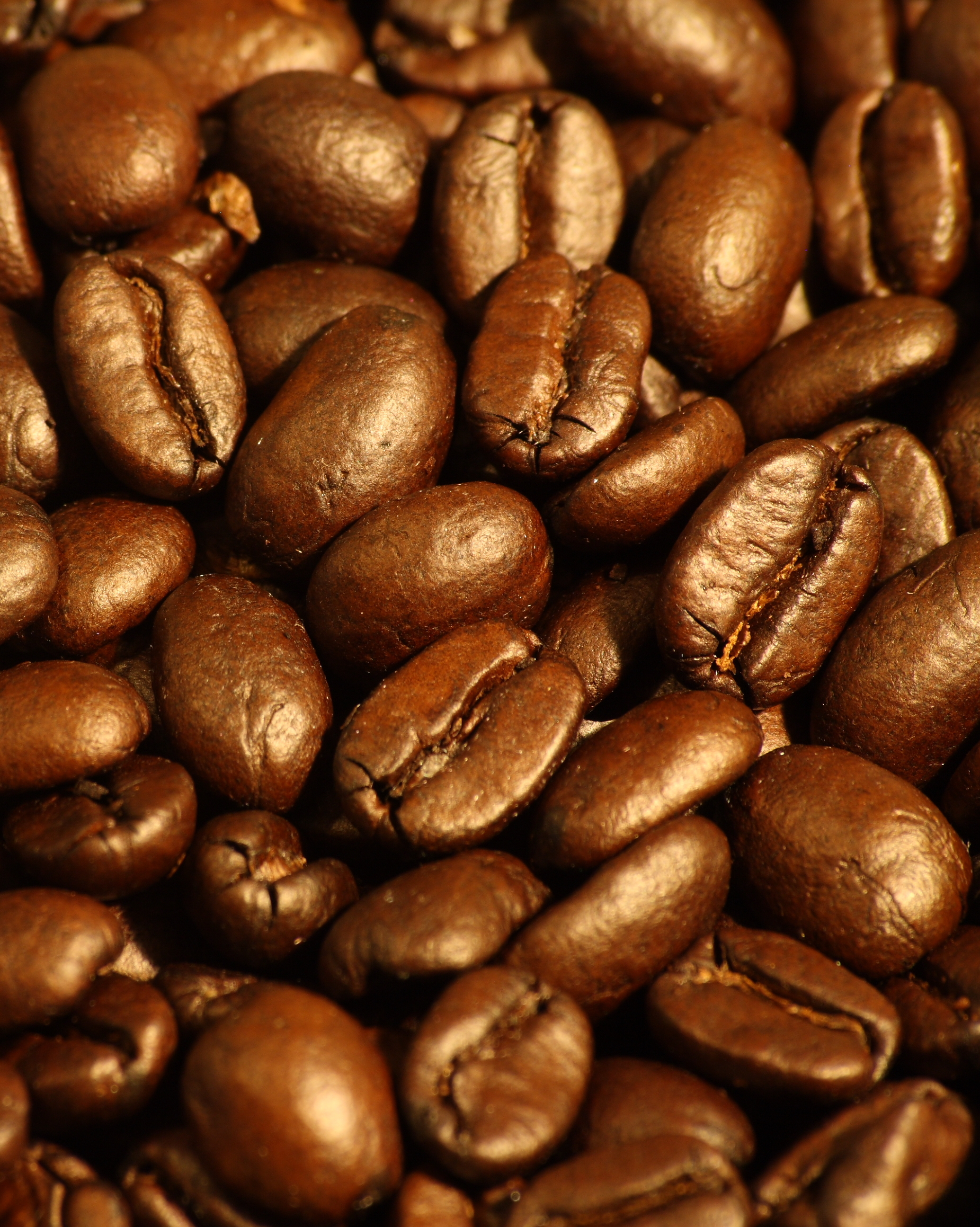
Pörkölt kávészemek

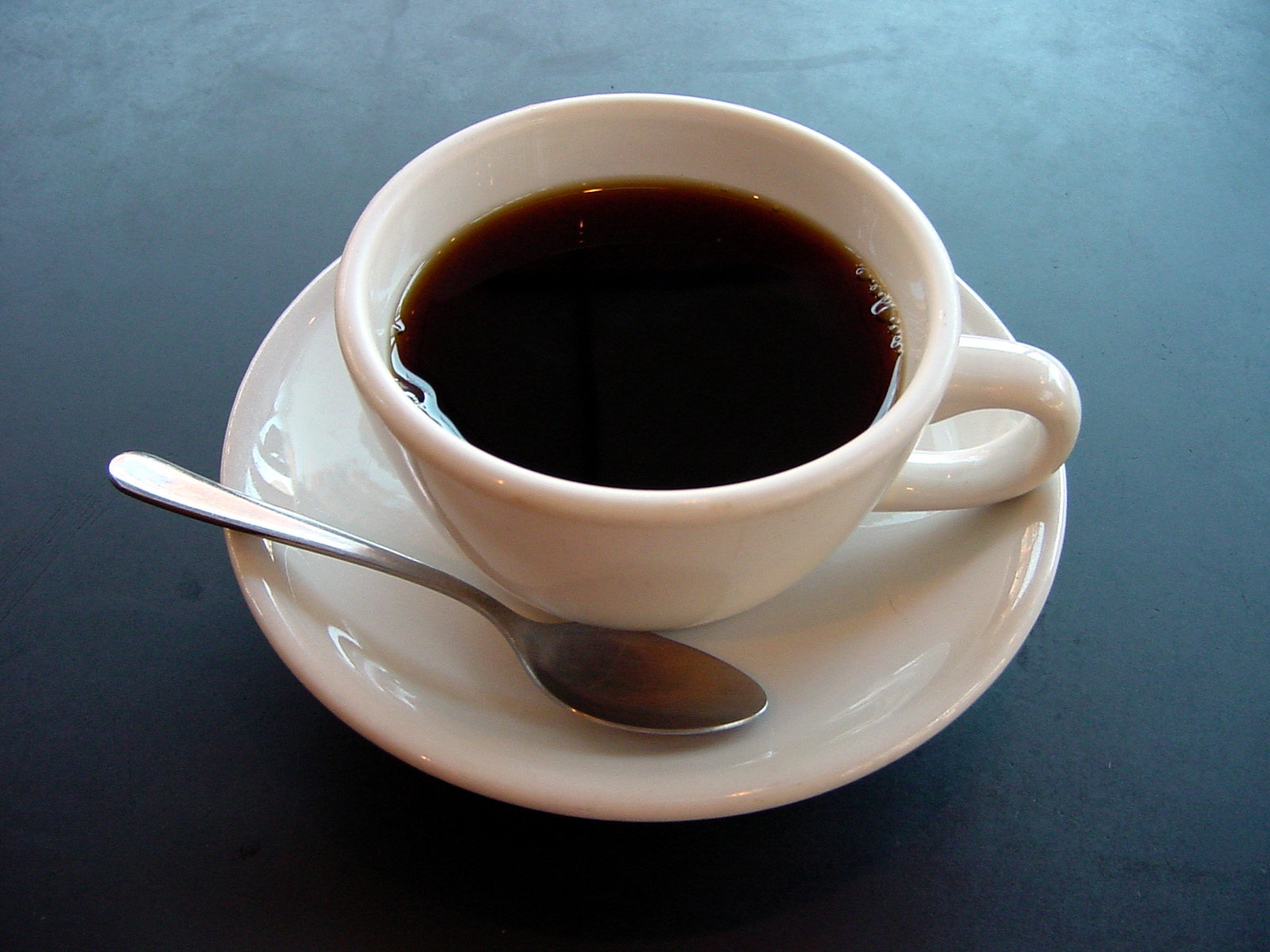
Egy csésze feketekávé

A kávé egyszerre jelenti azon termékeket, melyeket bizonyos kávéfajok magvainak feldolgozásával állít elő a mezőgazdaság és az ipar (pl. pörkölt kávé, szemes kávé, babkávé, őrölt kávé), valamint azt az italt, amelyet az előbb említett termékekből készítenek, s amely világszerte népszerű élvezeti cikk. A kávé fő hatóanyaga a koffein, de ma már létezik olyan kávé is, amelyben – többségében vegyipari módszerekkel – csökkentett koffeintartalom található; ennek neve „koffeinmentes kávé” (nemzetközi neve gyakran „decaf”, a „decaffeinated” rövidítése).

## A szó eredete
A kávé szó eredetének megfejtésére két megoldás is kínálkozik. Az elterjedtebb vélemény szerint egy etiópiai vidék, Kaffa nevéből származik, ahonnan a kávét Jemenbe szállították. A másik lehetőség az arab qahwa (قهوة) szó – amelyből a mi kávé szavunk ered –, ez azonban eredetileg a „muszlimok borát” jelentette, s csak később vitték át a megnevezést a fekete italra. A 16. században már az egész arab világban a főzött, élénkítő hatású italt nevezték így.

## Termesztése

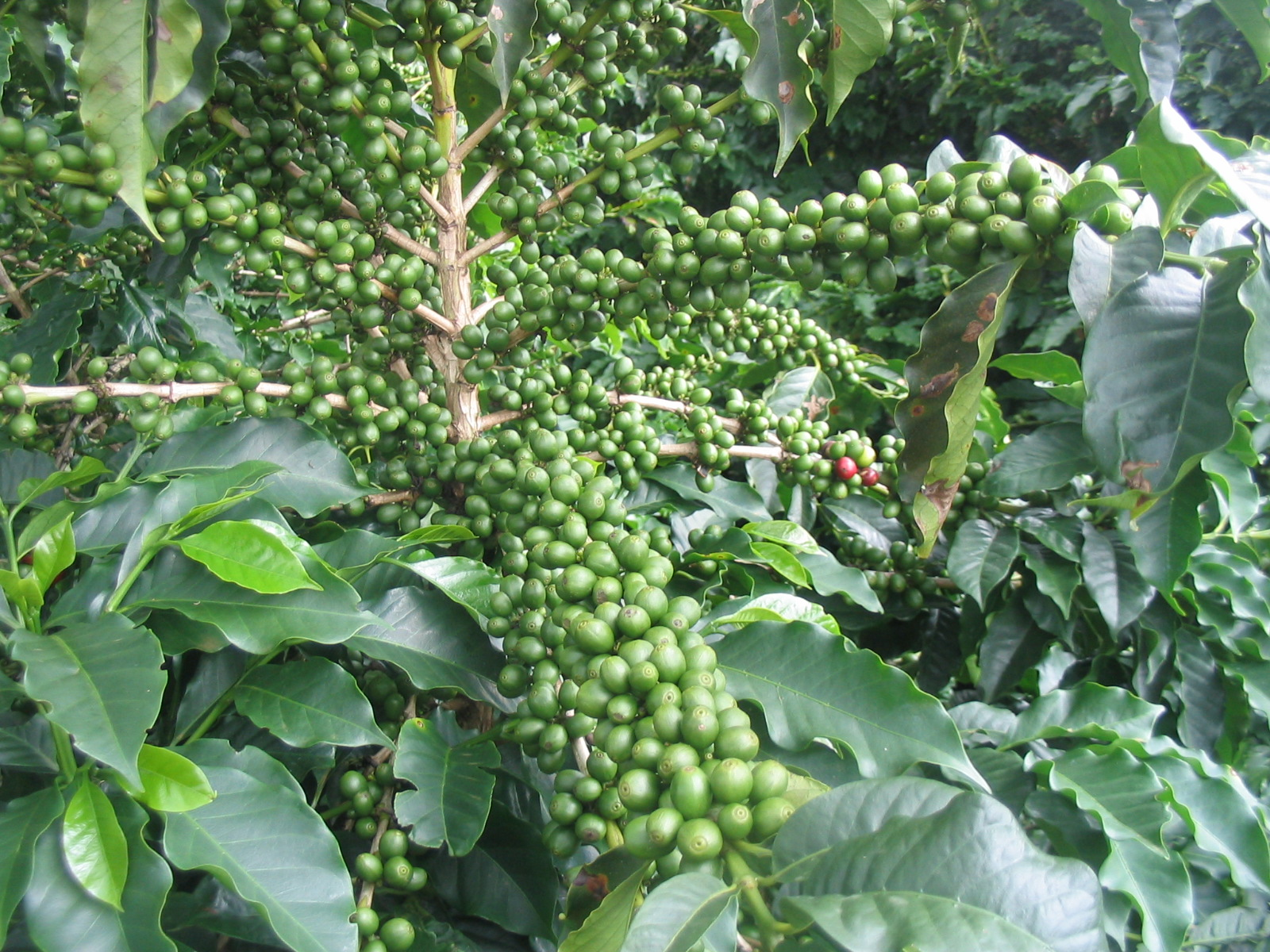
Kávécserje

Bár a kávé (Coffea) nemzetség sok fajt számlál, csak két fajának terméséből készítenek kávét: az arab kávéból (Coffea arabica) és a robuszta kávéból (Coffea canephora). A két faj környezeti igényei erősen eltérőek. Az arab kávé adja a jobb kávéalapanyagot, de kényesebb a robuszta kávénál, termesztése sok körültekintést és gondosságot igényel. A kávécserjék fejlődéséhez a tökéletes feltételeket csak 900 méter feletti trópusi területeken lehet biztosítani, hiszen nélkülözhetetlen számukra a termékeny talaj, a nagy és egyenletes csapadékmennyiség és a 15–24 °C közötti hőmérséklet. Az arab kávé adja a kereskedelemben kapható kávé 75%-át. A robuszta kávé igénytelenebb, ellenállóbb, tűri a hőséget és a nagy páratartalmat, termőterülete a 900 méter alatti trópusi síkságokon van. Elsősorban Nyugat-Afrikában és Indonéziában termesztik, a többi kávétermelő ország az arab kávét favorizálja.

## Feldolgozása

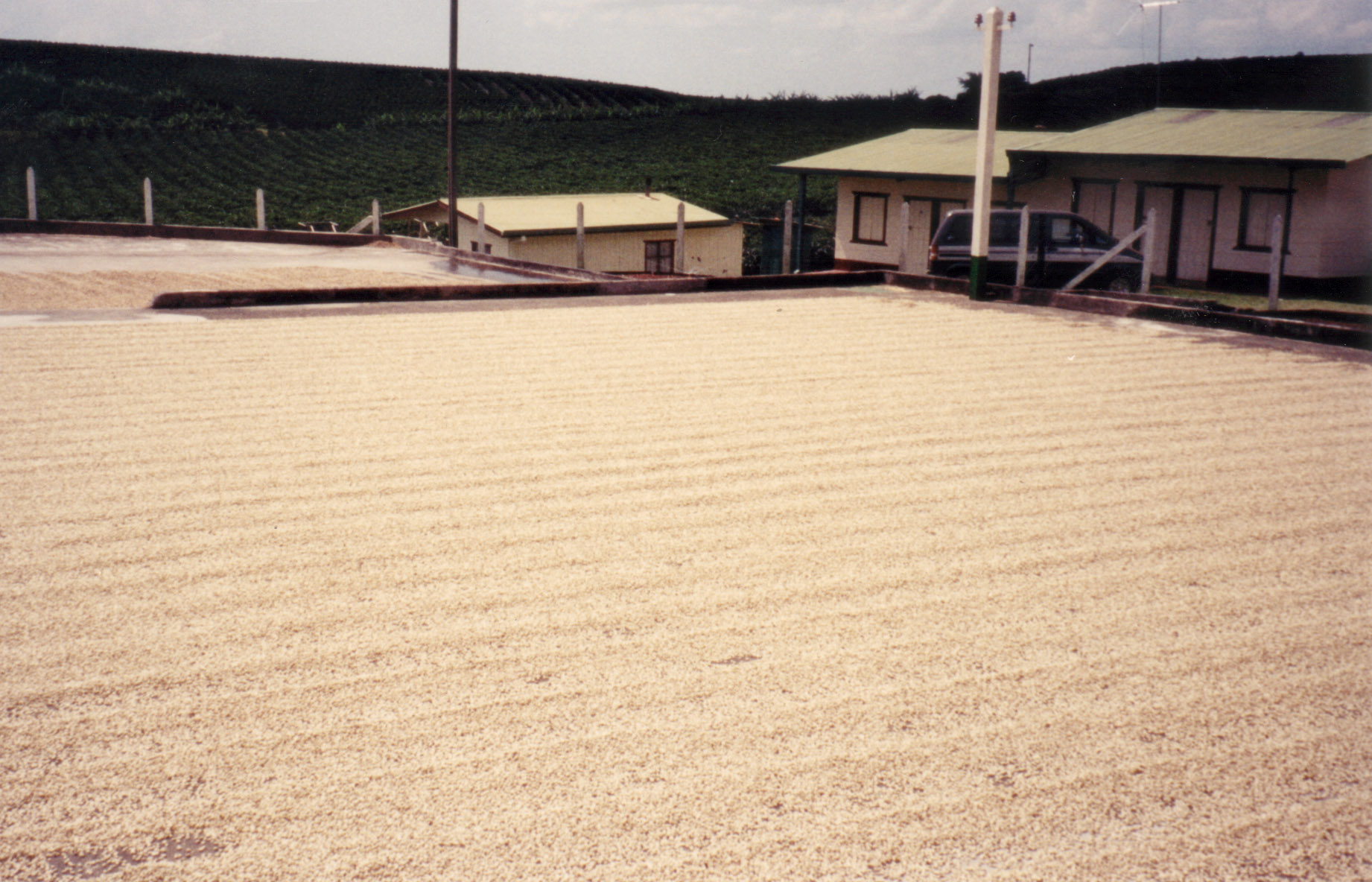
A kávészemek szárítása Costa Ricában

A kávészemek szüretelését kézzel végzik, mert csak a piros, érett magokat lehet leszedni. Ezután a termőhelytől függően száraz vagy nedves eljárással azonnal tisztítják és érlelik a szemeket, mert a kávébogyó nem tárolható. Ahol a napsütéses órák száma elegendő, ott a magokat négy hétig kiterítve szárítják a napon, majd egy hántológép segítségével a babszemet és a gyümölcshúst elválasztják egymástól. Vietnámban és Elefántcsontparton óriási vermekben elföldelik, és a következő évben a magokat kiásva átmossák. Így a hántolás költségét megspórolják. Ahol viszont az időjárás csapadékosabb, ott nedves eljárással dolgozzák fel a kávészemeket. A kávébabot és a gyümölcshúst gépekkel elválasztják egymástól, majd a babot egy speciális folyadékban áztatják, és mossák. Ezután elég 10-15 napi szárítás. A kávét mindkét esetben további tisztításnak, válogatásnak vetik alá, és ezután szállítják el. A feldolgozás utolsó fázisa a pörkölés, amelyet folyamatosan emelkedő hőfokon végeznek. Utána derül ki, milyen minőségű a kávé, milyen íz- és illatanyagokkal rendelkezik.

## Kávétermelő országok
| Zöldkávé termelés – 2020 | Zöldkávé termelés – 2020                   |
| ország                   | termelés (60-kg zsákokban ezres mennyiség) |
| ------------------------ | ------------------------------------------ |
| Brazília                 | 69 000                                     |
| Vietnám                  | 29 000                                     |
| Indonézia                | 12 400                                     |
| Kolumbia                 | 14 300                                     |
| ETH                      | 7 373                                      |
| HON                      | 6 100                                      |
| IND                      | 5 700                                      |
| Világ                    | 175 647                                    |
| Forrás: ICO              |                                            |

Brazília a világ legnagyobb kávétermelője, amelyet leginkább Vietnám, Kolumbia és Indonézia követ a sorban. Sok más kávétermelő ország is van, de azok termelési volumene jelentősen kisebb.
India jó minőségű robusztát, Etiópia a legdrágább és a legkeresettebb kávéfajtát (bluemonte) termeli. Brazília és a szegényebb kávétermelő országok (Kongói Demokratikus Köztársaság, Elefántcsontpart, Kongói Köztársaság, Nigéria, Kenya) között nagy ellentétek vannak.
A legjelentősebb kávéexportáló országok:

| # | ország   | 2012-ben | 2016-ban |
| - | -------- | -------- | -------- |
| 1 | Brazília | 6,221    | 5,082    |
| 2 | Vietnám  | 3,492    | 3,295    |
| 3 | Kolumbia | 2,091    | 2,567    |

## Kávé és fenntarthatóság
A kávé, mint minden intenzív módon monokultúrában termesztett növény, sok energiát és vegyi védelmet igényel. Emellett a nemzetközi kávékereskedelemben maguk a kávét megtermelők helyzete eléggé kiszolgáltatott. Létezik fair trade körülmények között előállított kávé is, ahol különféle ellenőrző rendszerekkel védik a termelők érdekeit. 
A kávé jövőjét illetően a klímaváltozás következtében a Coffea arabica termőterülete várhatóan drasztikusan csökkenni fog.
167 399 millió zsák termést jósolt a 2019-2020-as mezőgazdasági évre a Nemzetközi Kávészervezet. Eközben a kereslet a kávé iránt 167 901 millió zsákra növekszik, azaz 502 millió zsákkal kisebb volt a termés, mint a kereslet. Egy zsák kávé 60 kg. A növekvő kereslet és a szűkülő kínálat együttesen árfelhajtó hatást generál.
Egy csésze kávéhoz elegendő kávébab megtermeléséhez 132 liter vízre van szükség.

## A kávé mint ital

### Története
A kávészemek serkentő hatásának felfedezéséhez több legenda is fűződik. Az egyik változat szerint a kávé élénkítő hatását egy Káldi nevű etióp pásztor fedezte fel Kr. e. 300-ban, aki észrevette, hogy ha a kecskéi a piros bogyókat legelészik, sokkal élénkebbek lesznek. Ezt elmondta a közelben élő szerzeteseknek, akik rájöttek arra, hogy ha a magokat megpörkölik, ízletes italt készíthetnek. A másik történet szerint egy Rhazes (852–932) nevű arab orvos a kávét, a quawa nevű élénkítő növényt orvosságként használta, és ő említette Al-Haiwi (A kontinens) című munkájában. 1000 körül Avicenna, a középkori muszlim gondolkodás egyik legnagyobb alakja is gyógyszerként használta a kávét. Annyi bizonyosnak tűnik, hogy először a 15. században Jemenben használták élénkítő hatása miatt, valószínűleg szufi szerzetesek, akik szívesen éltek serkentő szerekkel. Innen került ki, és vált ismertté a társadalom minden rétege számára. A 16. század első évtizedeiben már Szíria és Egyiptom lakói is ismerték.
A kávéfogyasztást itt-ott többször is betiltották. 1511-ben Mekka uralkodói. 1633-ban IV. Murád oszmán szultán záratta be az isztambuli kávéházakat. A kávéfogyasztás bűnnek számított. 1675-ben Angliában II. Károly tiltotta be a kávét, ám a felháborodás miatt nemsokára visszalépett.
A magyar szájhagyományban a „fekete leves” kifejezés a 17. századból származik. Az 1680-as években a váradi pasa el akarta fogatni Thököly Imre fejedelmet, ezért egy ebédmeghívás ürügyével magához csalta. Thököly azonban elővigyázatos volt és gyanakodott, hogy készül valami ellene, így az ebéd után gyorsan távozni akart, mire az egyik janicsár aga a következő szavakkal tartotta vissza: „Ne siess Uram, hátra vagyon még a fekete leves!” Miután a vendég kuruc fejedelem megitta a kávéját, láncra verve vitték az isztambuli Héttorony börtönébe. Az úgynevezett „fekete leves”, azaz a kávé fogyasztása a török étkezés elmaradhatatlan kellékeként vált ismertté a középkori Magyarországon. Gárdonyi Géza Egri csillagok című történelmi regényében 140 évvel korábbra tette e kifejezés használatát: 1541-ben Török Bálint elfogásakor Buda török megszállása során mondták, hogy „Hátravan még a fekete leves”.
A kávétermesztés körülményei ihlették a 18. században Barcsay Ábrahám „A kávéra” című költeményét:
„Rab szerecsen véres veríték-gyümölcse,

Melyet, hogy ládájit arannyal megtöltse,

Fösvény Anglus elküld messze nemzeteknek,

Nádméz! mennyi kincsét olvasztod ezeknek.

Hát te, rég csak Mokka táján termett kis bab,

Mennyit szenved érted nyúgoton is a rab,

A bölcs iszonyodik, látván, egy csészéböl

Mint hörpöl ö is részt Anglusok bünéböl.”

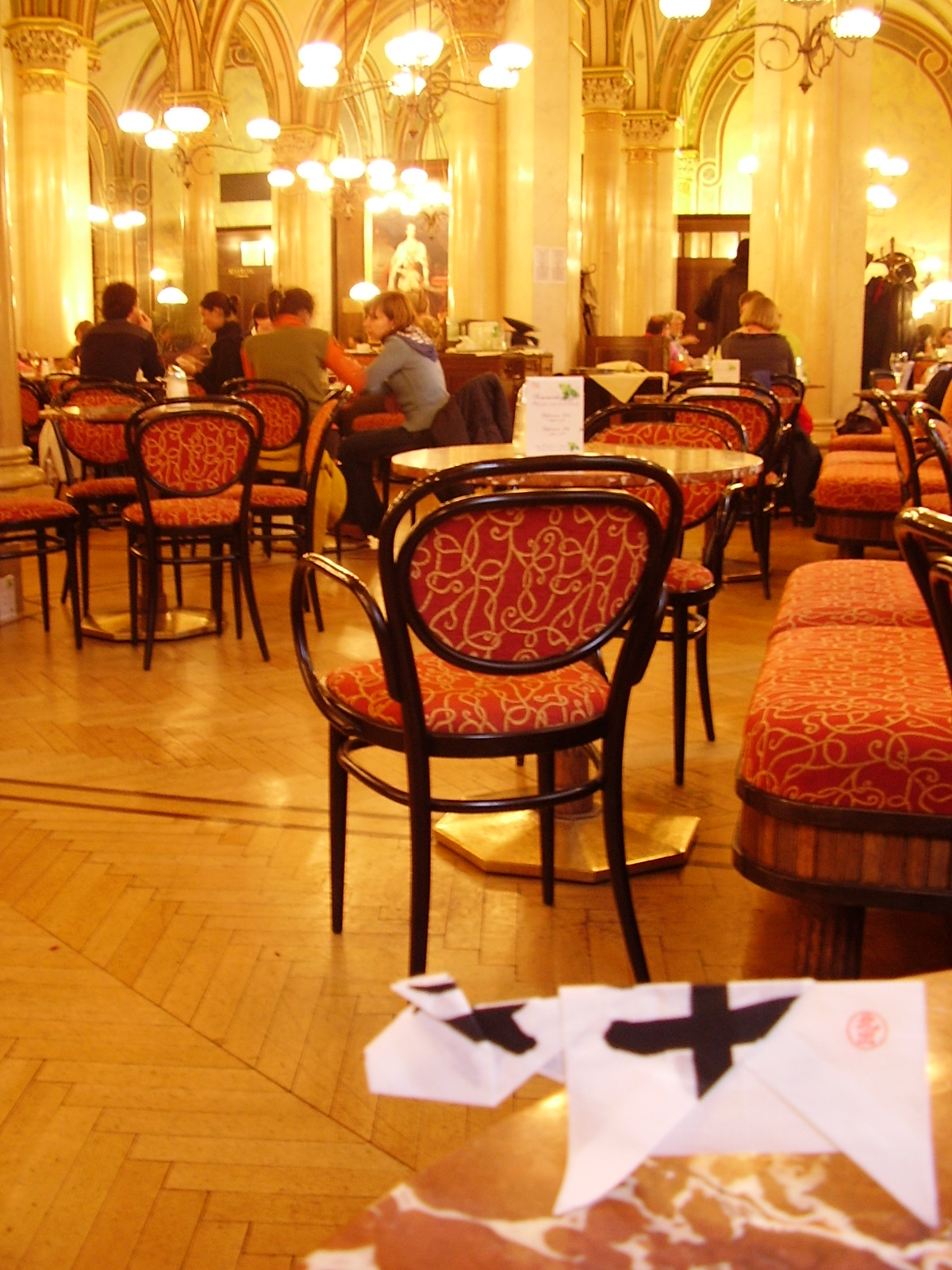
Bécsi kávéházi enteriőr

#### A kávéházak
Isztambulban az első kávéházak az 1550-es években nyíltak, és számuk gyorsan nőtt. Európába a 17. században érkezett meg a kávézás szokása. Az első európai kávéház 1624-ben Velencében nyílt meg, La Bottega del Caffé néven.
A kávéházban kávéfőzésre és felszolgálásra szakosodott személy olasz eredetű szóval barista, vagy régi magyar kifejezéssel kávépincér.
A török lakosság által lakott, az Osztrák–Magyar Monarchia, majd Magyarország, később Románia által birtokolt Ada Kaleh szigeten 1972-es elárasztásáig jó néhány hagyományos török kávézó volt, ahol helyben pörkölték, és forró homokban főzték az illatos, erős kávét. Ezek a kávézók híresek voltak az egész környéken.

### Hatásai
A kávé – mértékletes fogyasztás esetén – serkentő hatással van a központi idegrendszerre, a szívre, a véredényekre és vizelethajtó hatása miatt a vesékre is.
A csersav stimulálólag hat az érrendszerre, kitágítja az érfalat. Valójában nem tart „ébren”: a koffein az idegrendszerben kifejtett hatása nem a fáradtságot szünteti meg, hanem mesterségesen előállítja a fáradt szervezet olyan állapotát, amelyet az ember élénkségnek, energikusságnak érzékel és így még órákat képes éber állapotban tölteni. 

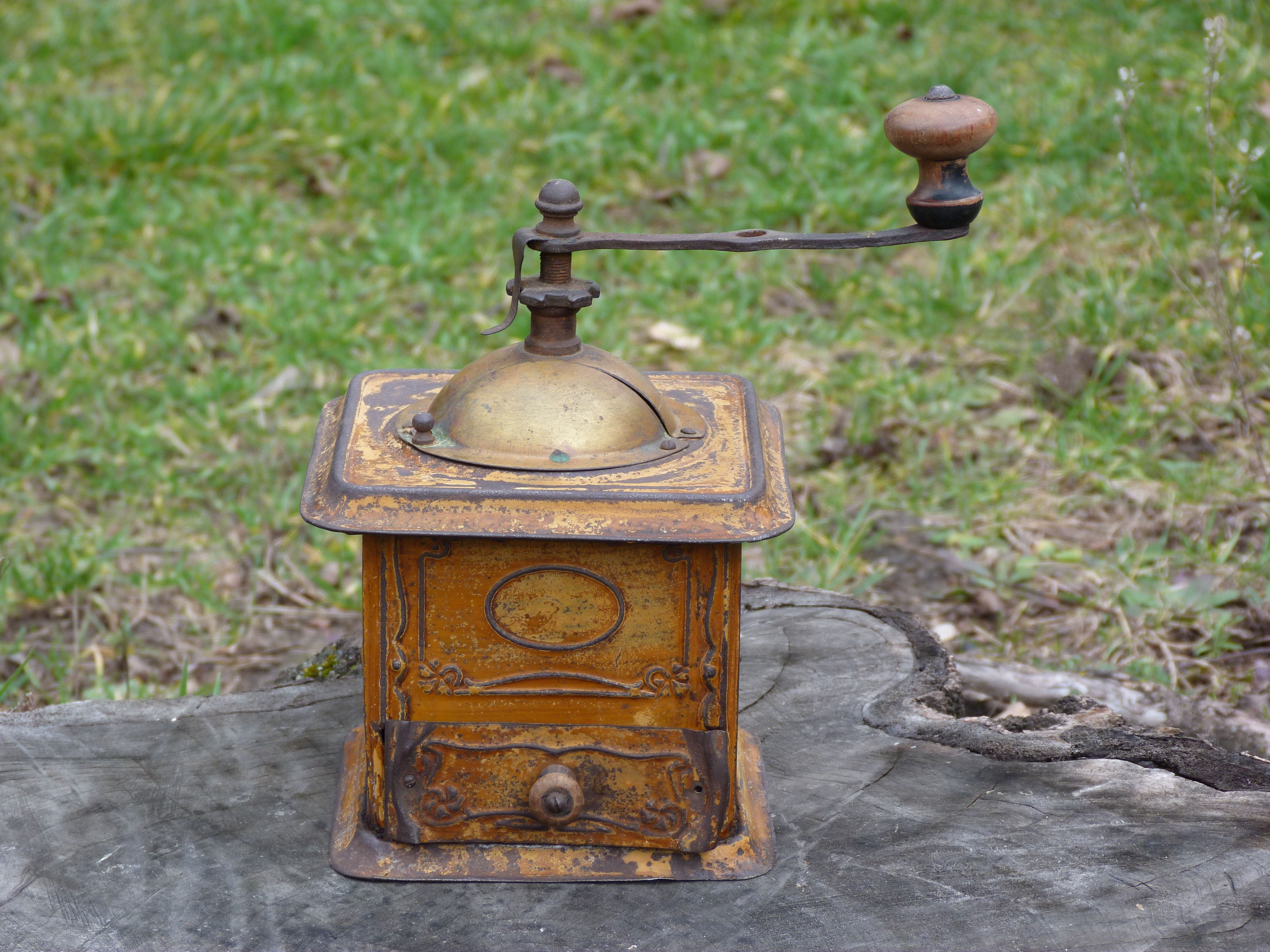
Kávédaráló

Amerikai egyetemeken nagyszámú kontrollcsoportokon végzett legújabb kutatások kimutatták az Alzheimer-kór, Parkinson-kór, 2-es típusú cukorbetegség, továbbá májgyulladás és -sorvadás előfordulását csökkentő hatását. A kutatási eredmények számos halálozási kockázatokat csökkentő faktorral hozzák összefüggésbe a kávéfogyasztást (főként annak polifenoltartalmára utalva), mint amilyen a szív- és tüdőbetegség, a szívroham megelőzése és a fertőzésekkel szembeni védekezés.

#### A koffein
A kávé legismertebb hatóanyaga a koffein néven ismert alkaloid. Koffeint (teint) a kávén kívül kis mértékben tartalmaz a tea, a kóladió és a kakaó is. A koffein fokozza a szívműködést, az anyagcserét és a légzést, növeli a vérnyomást és a vérkeringési sebességet, tágítja az agyi ereket, szűkíti a bélben levő ereket, vizelethajtó. Megszünteti az álmosságot, javítja a hangulatot, stimulálja az agykérget, gyorsítja a gondolkodást, átmeneti teljesítménynövekedést idéz elő, amelyet rohamos teljesítménycsökkenés követ. Egy csésze kávé elfogyasztása után 5 perc múlva a test szinte minden szövetében kimutatható a koffein. Koncentrációja kb. fél óra alatt eléri a maximumot, majd lassan lecsökken. 3-6 óra múlva a koncentráció mintegy a fele a maximumnak. Nagy koffeinadag (kb. 300 mg fölött) kézremegést, vértolulást, szívtáji nyomást okoz.
A koffein mellett a kávéban sokféle sav is található, amelyek a kávé ízét befolyásolják. Például a csokoládéízért a 2-metil-valeriánsav, a karamellízért a piroszőlősav a felelős.

## A kávéfőzés módjai

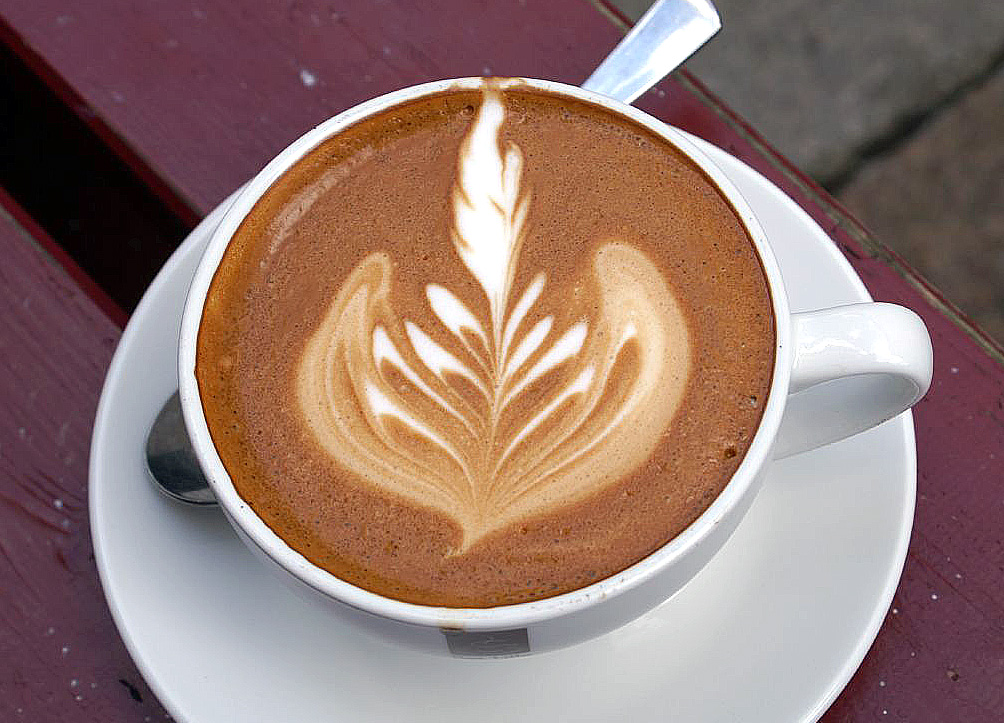
A kávézás néhol kifinomult művészet, a tökélyig vitt élvezet

A kávészemek pörkölése után a kávét különböző módokon lehet elkészíteni. Eltérések lehetnek a kávé–víz arányban éppúgy, mint a különböző ízesítőszerek használatában. Minőségi kávéhoz a kávészemeket közvetlenül főzés előtt pörkölik meg.

### A török kávé
A legrégibb kávékészítési módszernél a pörkölt kávét többször átdarálják, míg megfelelő finomságú nem lesz. Egy hosszú nyelű sárgaréz edényben (dzsezva) cukorral együtt főzik, minden csésze vízhez egy teáskanál őrölt kávét adnak, s kanállal kavargatva felfőzik. Mielőtt a kávé kiforrna, leveszik a tűzről, majd még egyszer felforralják, és csészékbe öntik. A tetejére 1-1 csepp hideg vizet tesznek, így a zacc gyorsabban leülepszik.

### A „kotyogó” és a filteres kávéfőzés

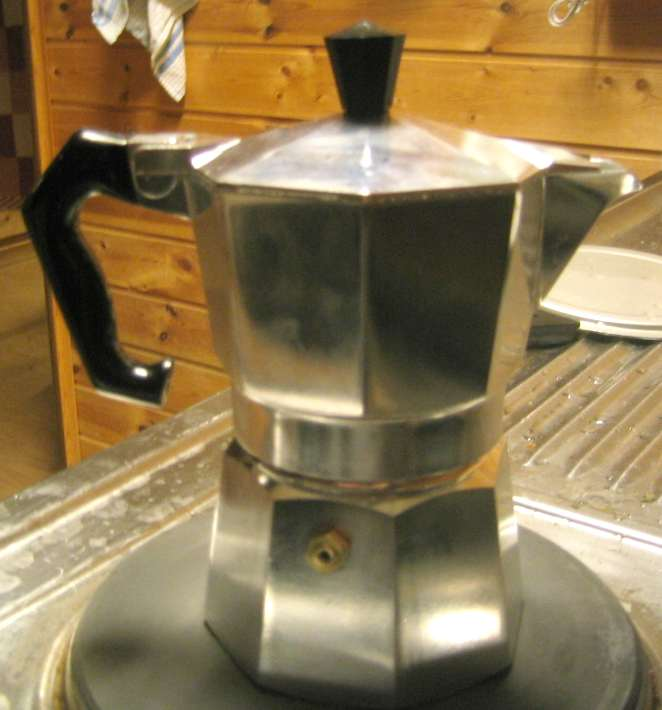
Háztartási mokkakészítő, népszerű nevén „kotyogó”

A mai napig népszerű kávéfőző az ún. „kotyogó”, melyet Alfonso Bialetti olasz mérnök talált fel 1933-ban. A kotyogóban a víz alulra kerül, s fölé egy szűrőbe töltik a kávét. A felforró víz szinte átpréselődik a kávérétegen, s kioldja az őrölt kávéból a hatóanyagokat és az aromákat, majd a felső részből a kész kávét ki lehet önteni. A nevét onnan kapta, hogy a csőben, amin keresztül kifolyik a kávé, egy súly található, ami a kávé főzése közben kotyogó hangot ad (nem mindegyik kávéfőző kotyogó, ami úgy néz ki): a főzés közben a gőz megnövekedett nyomása felemeli a súlyt, a kávé kifolyik a felső tároló edénybe, majd a nyomás csökkenésével a súly visszaesik a helyére. Ezzel a módszerrel a nagyobb nyomású vízgőznek köszönhetően aromában és koffeintartalomban is erősebb kávé érhető el.
A filteres kávéfőzők szintén otthoni használatra valók, a filterbe tett kávét öntik le forró vízzel. Az eredmény: sokkal gyengébb kávé a kotyogónál.

### Dugattyús kávéfőző (French press)
Nagyon finom, aromás kávé készíthető ezzel az egyszerű és esztétikus eszközzel. Az előmelegített üvegedénybe adagonként egy evőkanál őrölt kávét teszünk, melyre forró (kb. 95 °C-os) vizet öntünk (kb. 100-120 ml/adag), megkeverjük és kb. 3-3,5 percig állni hagyjuk. A dugattyú óvatos lenyomásával a szűrő az üvegedény aljára nyomja a zaccot és máris kitölthető a forró fekete. Ne hagyjuk a kávét zaccon állni, mert keserű lesz! Ami további érdekessége a dugattyús kávéfőzőnek, hogy a megfelelő kávébab kiválasztásán túl a főzési folyamat változtatása is hozhat létre szignifikáns különbségeket kávé és kávé között. Barista világbajnokságokon a dugattyús kávéfőzővel készült kávékhoz saját recepteket visznek.

### Nyomás alatt
Finomra darált kávén, kb. 15 bar nyomás alatt átpréselnek 30-60 ml 90-95 °C hőmérsékletű vizet.
- Eszpresszó gép
- Kávékapszulás gép

### Instant kávé

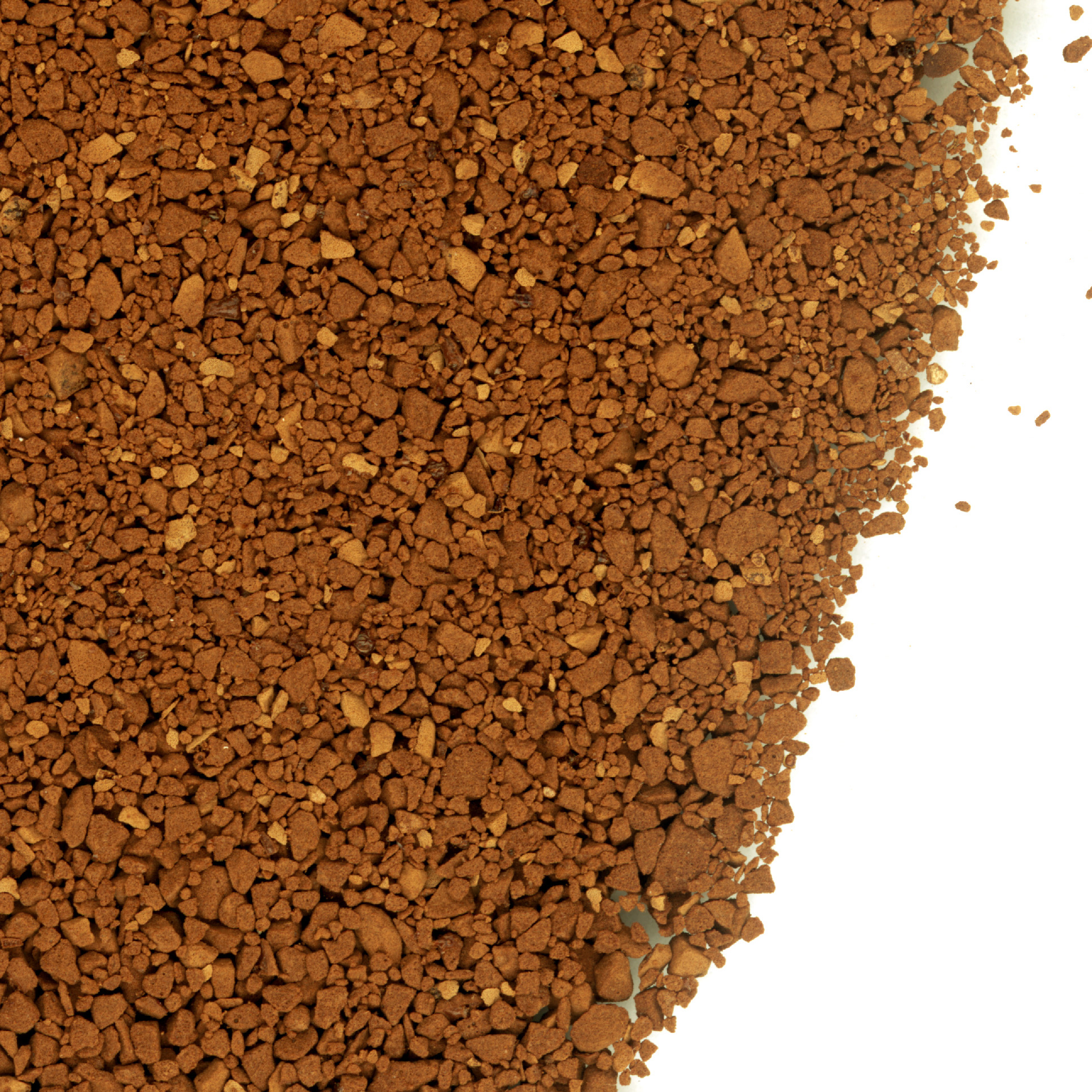
Instant kávé

Instant (a. m. pillanat) kávénak az azonnal oldódó kávét nevezzük, ez ma az egyik legelterjedtebb módja a kávékészítésnek. Sokan kételkednek benne, de valójában az instant kávé 100% kávéból készül, nincsenek benne hozzáadott anyagok. A lefőzött kávét először jéggé fagyasztják, majd speciális, hűtött gépekkel apróra darálják. A szemek egyenesen egy olyan kamrába kerülnek, amelyben a légnyomás a légköri értéknek mindössze néhány ezred része. A vákuumkamrába porlasztott szemcsékből a víz gyakorlatilag folyékonnyá válás nélkül elpárolog, így végeredményül ismét csak egy szilárd, por alakú kávékivonatot kapnak. Ezt a folyamatot fagyasztva szárításnak vagy más néven liofilizálásnak hívják, így a végeredményre gyakran használják a liofilizált kávé elnevezést is. A boltokban úgy különböztethetjük meg az ilyen változatot, hogy ez az instant kávé inkább apró kavicsokra emlékeztető formákban kerül üvegekbe, míg a hagyományos eljárással készült sokkal közelebb áll a porhoz, néha inkább pelyhes szerkezetű. A legjobb minőségűekből a kotyogóssal főzött kávéra megtévesztésig hasonlító italt készíthetünk.

### Hidegen csepegtetett kávé (cold brew)
A cold brew azaz „hideg főzés” eljárás lényege, hogy a kávéőrleményből hideg vízzel készül a kávé. Két alapvető módszer terjedt el, melyek az áztatáson és a csepegtetésen alapulnak. A cold brew kávék lassabban készülnek mint a hagyományos kávéfőzési módszerek: elkészítésük több (akár 12-14) órát vesz igénybe.

## Kávéfajták

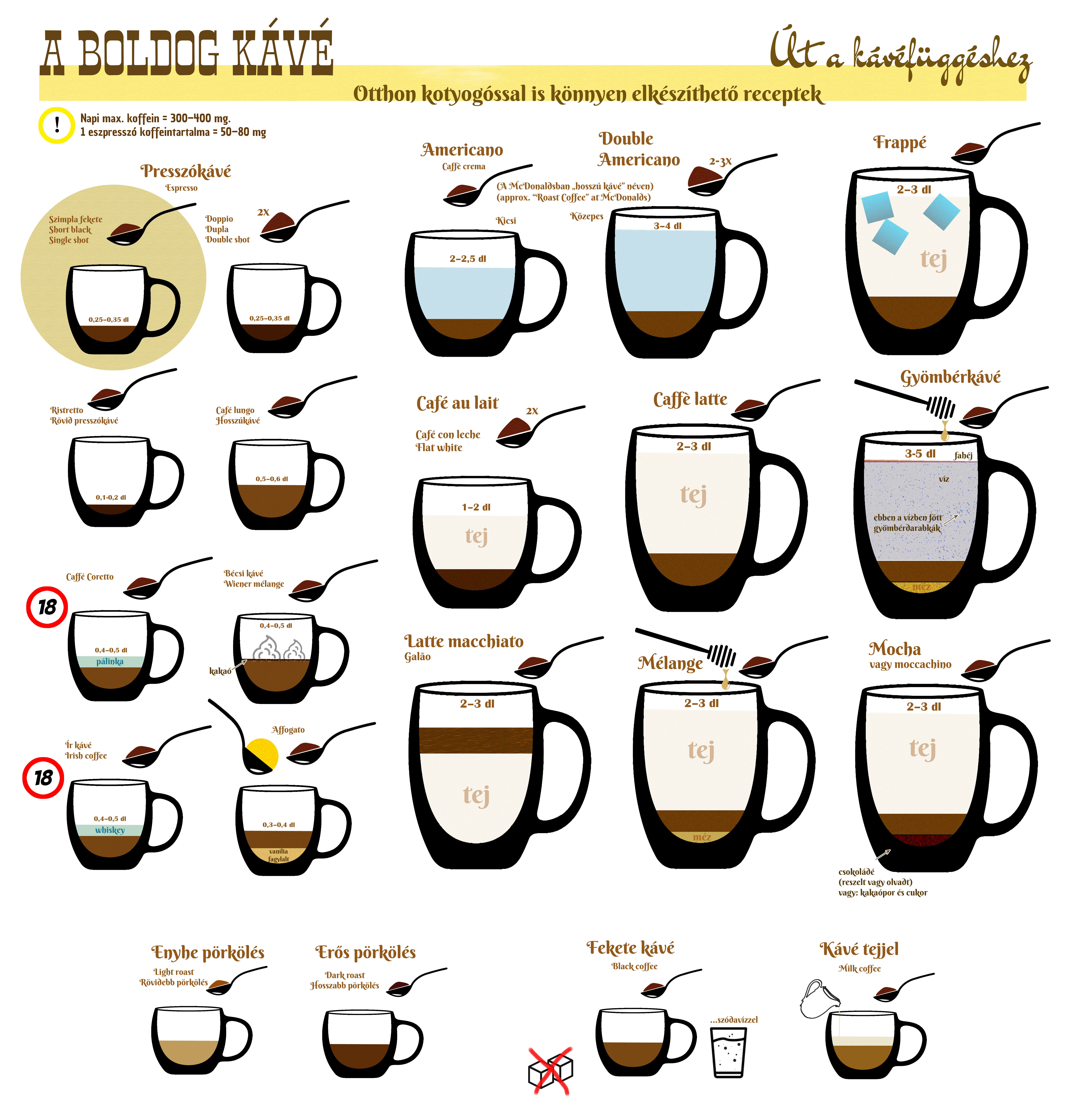
Kávéfajták

### Eszpresszókávé
Eszpresszókávéról (röviden: presszókávé, olaszul „espresso”) akkor beszélünk, ha a 88-92 °C-os vizet 9 atmoszféra nyomással préseli át az erre alkalmas gép a mintegy 7 g őrölt kávéból készült, tömörített „pogácsán”, 20-30 másodperc alatt. Az eredmény 25-35 ml főzet. A rövidebb (kevesebb vízzel készült) espressót ristrettónak, a hosszabbat lungónak hívják. Ezek szolgálnak alapul a cappuccino, a macchiato, a latte macchiato, a corretto (konyakkal) és számos más kávéital készítéséhez. A megfelelő minőségű kávéból a fenti paraméterek betartásával készített espresso tetején 2–4 mm vastagságú, hosszabb ideig megmaradó sűrű krém (crema) képződik.
A magyar származású Francesco Illy (Illy Ferenc) fejlesztette ki a kávé vákuumos csomagolását.

### Cappuccino
A krémes espresso és a habosított tej tökéletes elegye, „házassága”. A tökéletes cappuccino egy rész kávéból, egy rész 60-70 °C-os tejből és egy rész tejhabból készül. A kávézási szokásaikról híres olaszoktól került át nyelvünkbe a jól ismert kapucsínó. Helyesírás szempontjából talán ez az egyik legproblémásabb olasz szó a magyarban. Eredetileg cappuccino formában írandó, azonban az olasz alak átvétele komoly gondot okozott, és a legtöbb esetben helytelenül használták. Az MHSz. megjelenése óta (1999) fonetikusan, kapucsínó alakban kell írni, ezáltal elkerülhetők az eredeti alak írásából származó helyesírási hibák is. Nevének eredete érdekes. A ’csuklya, kapucni’ jelentésű capuccio szóból ered, ez pedig vagy a késői latin caputium ’fejrevaló, csuklya’ átvétele a latin caput ’fej’ szóból, vagy pedig (és ez a valószínűbb) az olasz cappa ’csuklyás köpeny’ származéka az azonos latin szóból. A szó a kapucinusok viseletének a tartozékára, illetve színére utal.

## Érdekességek
- VIII. Kelemen pápa azt mondta, hogy „A kávét meg kellene keresztelni, mert igazi keresztény ital.”
- Johann Sebastian Bach kantátát írt Kávékantáta címmel (BWV 211).
- Mivel a szervezet kortizolszintje reggel 8 és 9 közt van a legmagasabban, ezért javasolt a kávéfogyasztást reggel 9:30 és 11:30 között megejteni, délután pedig 13:30 és 17 óra között ajánlott.[19]